# Acordo Faiçal-Weizmann

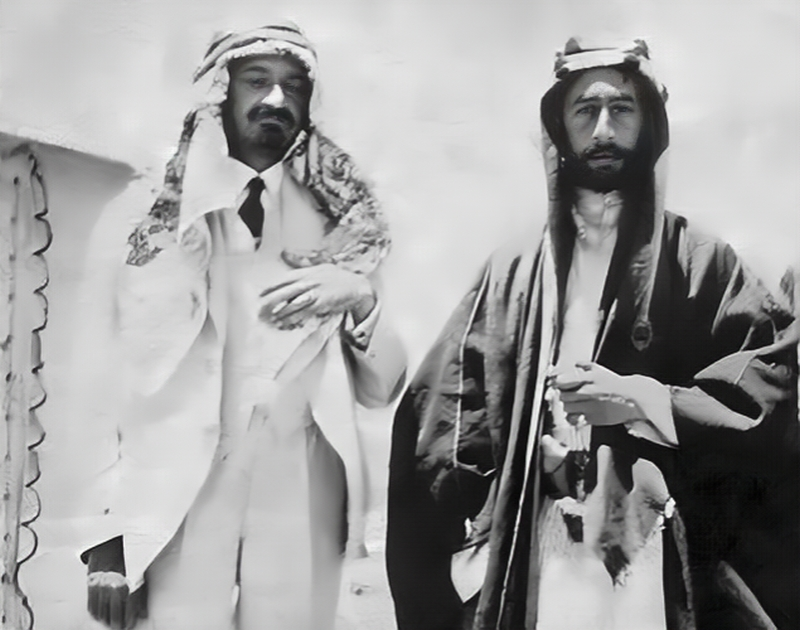
1918. Emir Faiçal I e Chaim Weizmann

O Acordo Faiçal-Weizmann foi assinado a 3 de janeiro de 1919 por Faiçal I do Iraque (filho do rei Hejaz) e Chaim Weizmann (mais tarde presidente da Organização Sionista Mundial) como resultado da Conferência de Paz de Paris (1919).
Foi um acordo de curta duração que pretendia uma cooperação entre árabes e judeus com vista ao estabelecimento de uma Terra de Israel na Palestina e uma nação árabe numa larga parte do Médio Oriente.